# Grzywak (ssaki)
Grzywak (Lophiomys) – rodzaj ssaków z podrodziny grzywaków (Lophiomyinae) w obrębie rodziny myszowatych (Muridae).

## Zasięg występowania
Rodzaj obejmuje gatunki występujące we wschodniej Afryce. 

## Morfologia
Długość ciała (bez ogona) 252–301 mm, długość ogona 145–205 mm; masa ciała 590–920 g. 

## Systematyka
Rodzaj zdefiniował w 1867 roku francuski zoolog Alphonso Milne-Edwards na łamach L’Institut. Na gatunek typowy wyznaczył grzywaka afrykańskiego (L. imhausi). 

### Etymologia
- Lophiomys: gr. λοφιον lophion ‘czubek’, zdrobnienie od λοφος lophos ‘grzebień, czub’; μυς mus, μυος muos ‘mysz’[9].
- Phractomys: gr. φρακτος phraktos ‘chroniony’, od φρασσω phrassō ‘wzmocnić’; μυς mus, μυος muos ‘mysz’[10]. Gatunek typowy: Phractomys aethiopicus W.C.H. Peters, 1867 (= Lophiomys imhausii A. Milne-Edwards, 1867).
- Phragmomys: gr. φραγμος phragmos ‘żywopłot’[11]; μυς mus, μυος muos ‘mysz’[12]. Gatunek typowy: Lophiomys imhausii A. Milne-Edwards, 1867.

### Podział systematyczny
Do rodzaju należy jeden występujący współcześnie gatunek: 
- Lophiomys imhausii A. Milne-Edwards, 1867 – grzywak afrykański

Opisano również gatunki wymarłe:
- Lophiomys daphnae Wesselman, Black & Asnake, 2009[15] (Etiopia; miocen)
- Lophiomys maroccanus Aguilar & Michaux, 1990[16] (Maroko; miocen–plejstocen)